# Torneo Apertura 2023 Femenina de Costa Rica
El Torneo Apertura 2023 Femenina de Costa Rica fue la 26ª edición de la Primera División Femenina de Costa Rica, denominada Liga Promerica por motivos de patrocinio. El torneo lo organiza la Unión Femenina de Fútbol de Costa Rica (UNIFFUT).

## Sistema de competición
El torneo de la Primera División Femenina, está conformado en dos partes:
- Fase de clasificación: Se integra por las 14 jornadas del torneo.
- Fase final: Se integra por los partidos de semifinal y final.

### Fase de clasificación
En la fase de clasificación se observa el sistema de puntos. La ubicación en la tabla general, está sujeta a las siguientes condiciones:
- Por juego ganado se obtendrán tres puntos.
- Por juego empatado se obtendrá un punto.
- Por juego perdido no se otorgan puntos.

En esta fase participan los 8 clubes de la Primera División Femenina jugando en cada torneo todos contra todos durante las 14 jornadas respectivas, a visita recíproca.
El orden de los clubes al final de la fase de clasificación del torneo corresponderá a la suma de los puntos obtenidos por cada uno de ellos y se presentará en forma descendente. Si al finalizar las 14 jornadas del torneo, dos o más clubes estuviesen empatados en puntos, su posición en la tabla general será determinada atendiendo a los siguientes criterios de desempate:
1. Mayor diferencia positiva general de goles. Este resultado se obtiene mediante la sumatoria de los goles anotados a todos los rivales, en cada campeonato menos los goles recibidos de estos.
2. Mayor cantidad de goles a favor, anotados a todos los rivales dentro de la misma competencia.
3. Mejor puntuación particular que hayan conseguido en las confrontaciones particulares entre ellos mismos.
4. Mayor diferencia positiva particular de goles, la cual se obtiene sumando los goles de los equipos empatados y restándole los goles recibidos.
5. Mayor cantidad de goles a favor que hayan conseguido en las confrontaciones entre ellos mismos.
6. Como última alternativa, la UNIFFUT realizaría un sorteo para el desempate.

Para determinar los lugares que ocuparán los clubes que participen en la fase final del torneo se tomará como base la tabla de clasificación de cada competición.
Participan por el título de campeón los cuatro primeros clubes de la tabla general de clasificación al término de las 14 jornadas.

### Fase final
Los cuatro clubes calificados para esta fase del torneo serán reubicados de acuerdo con el lugar que ocupen en la tabla general al término de la jornada 14, con el puesto del número uno al club mejor clasificado, y así hasta el número cuatro. Los partidos a esta fase se desarrollarán a visita, en las siguientes etapas:
- Semifinales
- Final

Los clubes vencedores en los partidos de semifinal serán aquellos que en los dos juegos anoten el mayor número de goles. De existir empate en el número de goles anotados, se darán los lanzamientos desde el punto de penal para definir al vencedor.
Los partidos de semifinales se jugarán de la siguiente manera:
En la final participarán los dos clubes vencedores de las semifinales, donde el equipo que cierra la serie será aquel que haya conseguido la mejor posición en la tabla.

## Equipos participantes

### Equipos por provincia
| Provincia | N.º | Equipos                                                          |
| --------- | --- | ---------------------------------------------------------------- |
| San José  | 4   | Dimas Escazú, Deportivo Saprissa, Sporting F. C. y Pérez Zeledón |
| Alajuela  | 2   | L. D. Alajuelense y Cofutpa U San José                           |
| Limón     | 1   | Municipal Pococí                                                 |
| Heredia   | 1   | C. S. Herediano                                                  |

#### Información de los equipos
| Equipo             | Ciudad                   | Entrenador        | Estadio                 | Aforo  |
| ------------------ | ------------------------ | ----------------- | ----------------------- | ------ |
| L. D. Alajuelense  | Alajuela                 | Wilmer López      | Morera Soto             | 17,895 |
| Deportivo Saprissa | Tibás                    | Luis Herra        | Ricardo Saprissa        | 23,112 |
| Sporting F. C.     | Pavas                    | José Rodríguez    | Ernesto Rohrmoser       | 3,000  |
| Municipal Pococí   | Guápiles                 | Jimmy Núñez       | Ebal Rodríguez          | 3,300  |
| Pérez Zeledón      | San Isidro de El General | Carlos Avedissian | Municipal Pérez Zeledón | 3,259  |
| C. S. Herediano    | Heredia                  | Pablo Salazar     | Nicolás Masís           | 4,500  |
| Cofutpa U San José | Palmares                 | Bernal Castillo   | "Palmareño" Solís       | 2,000  |
| Dimas Escazú       | Escazú                   | Geovanni Vargas   | Nicolás Masís           | 4,500  |

#### Relevo de entrenadores
| Equipo                  | Entrenador      | Fecha de vacante | Tipo de despido      | Posición en la tabla | Entrenador entrante | Fecha de nombramiento |
| ----------------------- | --------------- | ---------------- | -------------------- | -------------------- | ------------------- | --------------------- |
| Cofutpa U San José      | Felipe Rojas    | 11 de febrero    | Recisión de contrato | 8.°                  | Rolando Araya       | 11 de febrero         |
| Cofutpa U San José      | Rolando Araya   | 14 de marzo      | Recisión de contrato | 8.°                  | Bernal Castillo     | 15 de marzo           |
| C. S. Herediano         | Bernal Castillo | 25 de febrero    | Renuncia             | 4.°                  | Pablo Salazar       | 25 de febrero         |
| Municipal Pérez Zeledón | Luis Arnáez     | 14 de marzo      | Recisión de contrato | 5.°                  | Carlos Avedissian   | 14 de marzo           |
| Sporting F. C.          | Edgar Rodríguez | 19 de marzo      | Recisión de contrato | 3.°                  | José Rodríguez      | 19 de marzo           |

## Tabla de posiciones
| Pos. | Equipo                  | Pts. | PJ | G  | E | P  | GF | GC | Dif. | Clasificación |
| ---- | ----------------------- | ---- | -- | -- | - | -- | -- | -- | ---- | ------------- |
| 1    | L. D. Alajuelense       | 34   | 14 | 11 | 1 | 2  | 50 | 11 | +39  | Semifinales   |
| 2    | Deportivo Saprissa      | 34   | 14 | 11 | 1 | 2  | 47 | 14 | +33  | Semifinales   |
| 3    | Sporting F. C.          | 30   | 14 | 9  | 3 | 2  | 43 | 13 | +30  | Semifinales   |
| 4    | Municipal Pococí        | 16   | 14 | 4  | 4 | 6  | 15 | 23 | −8   | Semifinales   |
| 5    | Dimas Escazú            | 15   | 14 | 4  | 3 | 7  | 21 | 27 | −6   |               |
| 6    | Municipal Pérez Zeledón | 11   | 14 | 2  | 5 | 7  | 16 | 26 | −10  |               |
| 7    | C. S. Herediano         | 10   | 14 | 2  | 4 | 8  | 6  | 29 | −23  |               |
| 8    | Cofutpa U San José      | 7    | 14 | 2  | 1 | 11 | 9  | 64 | −55  | Último lugar  |

 Fuente: Just Soccer CR

## Resultados
- Los horarios corresponden al tiempo de Costa Rica (UTC-6).

| Jornada 1          | Jornada 1 | Jornada 1        | Jornada 1         | Jornada 1   | Jornada 1 | Jornada 1   | Jornada 1 |
| Local              | Resultado | Visitante        | Estadio           | Fecha       | Hora      | Transmisión |           |
| ------------------ | --------- | ---------------- | ----------------- | ----------- | --------- | ----------- | --------- |
| L. D. Alajuelense  | 1-1       | Sporting F. C.   | Morera Soto       | 27 de enero | 19:00     |             |           |
| Dimas Escazú       | 4-0       | Municipal Pococí | Nicolás Masís     | 27 de enero | 20:00     |             |           |
| Cofutpa U San José | 0-2       | C. S. Herediano  | "Palmareño" Solís | 29 de enero | 14:00     |             |           |
| Deportivo Saprissa | 3-0       | Pérez Zeledón    | Ricardo Saprissa  | 29 de enero | 15:40     |             |           |

| Jornada 2        | Jornada 2 | Jornada 2          | Jornada 2         | Jornada 2    | Jornada 2 | Jornada 2   | Jornada 2 |
| Local            | Resultado | Visitante          | Estadio           | Fecha        | Hora      | Transmisión |           |
| ---------------- | --------- | ------------------ | ----------------- | ------------ | --------- | ----------- | --------- |
| Dimas Escazú     | 1-4       | Deportivo Saprissa | Nicolás Masís     | 3 de febrero | 18:00     |             |           |
| Sporting F. C.   | 1-1       | Pérez Zeledón      | Ernesto Rohrmoser | 3 de febrero | 19:00     |             |           |
| Municipal Pococí | 1-0       | Cofutpa U San José | Ebal Rodríguez    | 5 de febrero | 13:00     |             |           |
| C. S. Herediano  | 0-4       | L. D. Alajuelense  | "Cuty" Monge      | 5 de febrero | 16:00     |             |           |

| Jornada 3          | Jornada 3 | Jornada 3        | Jornada 3         | Jornada 3     | Jornada 3 | Jornada 3   | Jornada 3 |
| Local              | Resultado | Visitante        | Estadio           | Fecha         | Hora      | Transmisión |           |
| ------------------ | --------- | ---------------- | ----------------- | ------------- | --------- | ----------- | --------- |
| Pérez Zeledón      | 1-1       | C. S. Herediano  | Municipal Pérez   | 9 de febrero  | 16:00     |             |           |
| Deportivo Saprissa | 3-1       | Sporting F. C.   | Ricardo Saprissa  | 10 de febrero | 20:00     |             |           |
| L. D. Alajuelense  | 4-0       | Municipal Pococí | Morera Soto       | 10 de febrero | 20:00     |             |           |
| Cofutpa U San José | 0-4       | Dimas Escazú     | "Palmareño" Solís | 10 de febrero | 20:00     |             |           |

| Jornada 4          | Jornada 4 | Jornada 4          | Jornada 4         | Jornada 4     | Jornada 4 | Jornada 4   | Jornada 4 |
| Local              | Resultado | Visitante          | Estadio           | Fecha         | Hora      | Transmisión |           |
| ------------------ | --------- | ------------------ | ----------------- | ------------- | --------- | ----------- | --------- |
| C. S. Herediano    | 0-5       | Sporting F. C.     | "Colleya" Fonseca | 25 de febrero | 17:00     |             |           |
| Cofutpa U San José | 1-9       | Deportivo Saprissa | "Palmareño" Solís | 25 de febrero | 19:00     |             |           |
| Municipal Pococí   | 2-1       | Pérez Zeledón      | Ebal Rodríguez    | 26 de febrero | 13:00     |             |           |
| Dimas Escazú       | 1-4       | L. D. Alajuelense  | Nicolás Masís     | 26 de febrero | 17:00     |             |           |

| Jornada 5          | Jornada 5 | Jornada 5          | Jornada 5         | Jornada 5  | Jornada 5 | Jornada 5   | Jornada 5 |
| Local              | Resultado | Visitante          | Estadio           | Fecha      | Hora      | Transmisión |           |
| ------------------ | --------- | ------------------ | ----------------- | ---------- | --------- | ----------- | --------- |
| Sporting F. C.     | 2-1       | Municipal Pococí   | Ernesto Rohrmoser | 3 de marzo | 20:00     |             |           |
| L. D. Alajuelense  | 10-0      | Cofutpa U San José | Morera Soto       | 4 de marzo | 19:00     |             |           |
| Pérez Zeledón      | 1-1       | Dimas Escazú       | Municipal Pérez   | 5 de marzo | 13:00     |             |           |
| Deportivo Saprissa | 1-0       | C. S. Herediano    | Ricardo Saprissa  | 5 de marzo | 15:00     |             |           |

| Jornada 6          | Jornada 6 | Jornada 6          | Jornada 6         | Jornada 6   | Jornada 6 | Jornada 6   | Jornada 6 |
| Local              | Resultado | Visitante          | Estadio           | Fecha       | Hora      | Transmisión |           |
| ------------------ | --------- | ------------------ | ----------------- | ----------- | --------- | ----------- | --------- |
| Dimas Escazú       | 0-3       | Sporting F. C.     | Nicolás Masís     | 10 de marzo | 20:00     |             |           |
| Cofutpa U San José | 0-3       | Pérez Zeledón      | "Palmareño" Solís | 11 de marzo | 20:00     |             |           |
| Municipal Pococí   | 0-0       | C. S. Herediano    | Ebal Rodríguez    | 12 de marzo | 13:00     |             |           |
| L. D. Alajuelense  | 1-2       | Deportivo Saprissa | Morera Soto       | 14 de marzo | 20:00     |             |           |

| Jornada 7          | Jornada 7 | Jornada 7          | Jornada 7         | Jornada 7   | Jornada 7 | Jornada 7   | Jornada 7 |
| Local              | Resultado | Visitante          | Estadio           | Fecha       | Hora      | Transmisión |           |
| ------------------ | --------- | ------------------ | ----------------- | ----------- | --------- | ----------- | --------- |
| Deportivo Saprissa | 4-2       | Municipal Pococí   | Ricardo Saprissa  | 17 de marzo | 20:00     |             |           |
| Sporting F. C.     | 8-0       | Cofutpa U San José | Ernesto Rohrmoser | 18 de marzo | 19:00     |             |           |
| C. S. Herediano    | 2-1       | Dimas Escazú       | Nicolás Masís     | 19 de marzo | 14:00     |             |           |
| Pérez Zeledón      | 1-5       | L. D. Alajuelense  | Municipal Pérez   | 19 de marzo | 17:00     |             |           |

| Jornada 8        | Jornada 8 | Jornada 8          | Jornada 8          | Jornada 8   | Jornada 8 | Jornada 8   | Jornada 8 |
| Local            | Resultado | Visitante          | Estadio            | Fecha       | Hora      | Transmisión |           |
| ---------------- | --------- | ------------------ | ------------------ | ----------- | --------- | ----------- | --------- |
| C. S. Herediano  | 0-2       | Cofutpa U San José | "Colleya" Fonseca  | 25 de marzo | 15:00     |             |           |
| Sporting F. C.   | 3-2       | L. D. Alajuelense  | Ernesto Rohrmoser  | 25 de marzo | 19:00     |             |           |
| Municipal Pococí | 2-1       | Dimas Escazú       | Comunal de Cariari | 26 de marzo | 13:00     |             |           |
| Pérez Zeledón    | 0-2       | Deportivo Saprissa | Municipal Pérez    | 26 de marzo | 14:00     |             |           |

| Jornada 9          | Jornada 9 | Jornada 9        | Jornada 9         | Jornada 9   | Jornada 9 | Jornada 9   | Jornada 9 |
| Local              | Resultado | Visitante        | Estadio           | Fecha       | Hora      | Transmisión |           |
| ------------------ | --------- | ---------------- | ----------------- | ----------- | --------- | ----------- | --------- |
| Deportivo Saprissa | 3-0       | Dimas Escazú     | Ricardo Saprissa  | 30 de marzo | 18:00     |             |           |
| L. D. Alajuelense  | 3-0       | C. S. Herediano  | Morera Soto       | 30 de marzo | 20:00     |             |           |
| Pérez Zeledón      | 3-2       | Sporting F. C.   | Municipal Pérez   | 1 de abril  | 13:00     |             |           |
| Cofutpa U San José | 1-4       | Municipal Pococí | "Palmareño" Solís | 1 de abril  | 20:00     |             |           |

| Jornada 10       | Jornada 10 | Jornada 10         | Jornada 10        | Jornada 10  | Jornada 10 | Jornada 10  | Jornada 10 |
| Local            | Resultado  | Visitante          | Estadio           | Fecha       | Hora       | Transmisión |            |
| ---------------- | ---------- | ------------------ | ----------------- | ----------- | ---------- | ----------- | ---------- |
| Dimas Escazú     | 1-1        | Cofutpa U San Jose | Nicolás Masís     | 15 de abril | 20:00      |             |            |
| Sporting F. C.   | 3-1        | Deportivo Saprissa | Ernesto Rohrmoser | 15 de abril | 20:00      |             |            |
| Municipal Pococí | 0-2        | L. D. Alajuelense  | Ebal Rodríguez    | 16 de abril | 13:00      |             |            |
| C. S. Herediano  | 1-1        | Pérez Zeledón      | Carlos Alvarado   | 16 de abril | 15:00      |             |            |

| Jornada 11         | Jornada 11 | Jornada 11         | Jornada 11        | Jornada 11  | Jornada 11 | Jornada 11  | Jornada 11 |
| Local              | Resultado  | Visitante          | Estadio           | Fecha       | Hora       | Transmisión |            |
| ------------------ | ---------- | ------------------ | ----------------- | ----------- | ---------- | ----------- | ---------- |
| L. D. Alajuelense  | 4-1        | Dimas Escazú       | Morera Soto       | 21 de abril | 20:00      |             |            |
| Deportivo Saprissa | 8-0        | Cofutpa U San José | Ricardo Saprissa  | 22 de abril | 20:00      |             |            |
| Pérez Zeledón      | 1-1        | Municipal Pococí   | Municipal Pérez   | 23 de abril | 13:00      |             |            |
| Sporting F. C.     | 4-0        | C. S. Herediano    | Ernesto Rohrmoser | 23 de abril | 18:00      |             |            |

| Jornada 12         | Jornada 12 | Jornada 12         | Jornada 12         | Jornada 12  | Jornada 12 | Jornada 12  | Jornada 12 |
| Local              | Resultado  | Visitante          | Estadio            | Fecha       | Hora       | Transmisión |            |
| ------------------ | ---------- | ------------------ | ------------------ | ----------- | ---------- | ----------- | ---------- |
| Dimas Escazú       | 3-2        | Pérez Zeledón      | Nicolás Masís      | 28 de abril | 20:00      |             |            |
| Cofutpa U San José | 2-5        | L. D. Alajuelense  | "Palmareño" Solís  | 29 de abril | 20:00      |             |            |
| C. S. Herediano    | 0-5        | Deportivo Saprissa | Carlos Alvarado    | 30 de abril | 11:00      |             |            |
| Municipal Pococí   | 0-1        | Sporting F. C.     | Comunal de Cariari | 30 de abril | 11:00      |             |            |

| Jornada 13         | Jornada 13 | Jornada 13         | Jornada 13        | Jornada 13 | Jornada 13 | Jornada 13  | Jornada 13 |
| Local              | Resultado  | Visitante          | Estadio           | Fecha      | Hora       | Transmisión |            |
| ------------------ | ---------- | ------------------ | ----------------- | ---------- | ---------- | ----------- | ---------- |
| Deportivo Saprissa | 0-3        | L. D. Alajuelense  | Ricardo Saprissa  | 5 de mayo  | 20:00      |             |            |
| Pérez Zeledón      | 1-2        | Cofutpa U San José | Municipal Pérez   | 5 de mayo  | 20:00      |             |            |
| Sporting F. C.     | 1-1        | Dimas Escazú       | Ernesto Rohrmoser | 5 de mayo  | 20:00      |             |            |
| C. S. Herediano    | 0-0        | Municipal Pococí   | Carlos Alvarado   | 5 de mayo  | 20:00      |             |            |

| Jornada 14         | Jornada 14 | Jornada 14         | Jornada 14        | Jornada 14 | Jornada 14 | Jornada 14  | Jornada 14 |
| Local              | Resultado  | Visitante          | Estadio           | Fecha      | Hora       | Transmisión |            |
| ------------------ | ---------- | ------------------ | ----------------- | ---------- | ---------- | ----------- | ---------- |
| Municipal Pococí   | 2-2        | Deportivo Saprissa | Ebal Rodríguez    | 14 de mayo | 14:00      |             |            |
| Dimas Escazú       | 2-0        | C. S. Herediano    | Nicolás Masís     | 14 de mayo | 14:00      |             |            |
| Cofutpa U San José | 0-8        | Sporting F. C.     | "Palmareño" Solís | 14 de mayo | 14:00      |             |            |
| L. D. Alajuelense  | 2-0        | Pérez Zeledón      | Morera Soto       | 14 de mayo | 14:00      |             |            |

## Fase final

### Cuadro de desarrollo
|  | Semifinales 20 de mayo y 21 de mayo (ida) 26 de mayo (vuelta) | Semifinales 20 de mayo y 21 de mayo (ida) 26 de mayo (vuelta) | Semifinales 20 de mayo y 21 de mayo (ida) 26 de mayo (vuelta) | Semifinales 20 de mayo y 21 de mayo (ida) 26 de mayo (vuelta) | Semifinales 20 de mayo y 21 de mayo (ida) 26 de mayo (vuelta) |   |    | Final 31 de mayo (ida) 3 de junio (vuelta) | Final 31 de mayo (ida) 3 de junio (vuelta) | Final 31 de mayo (ida) 3 de junio (vuelta) | Final 31 de mayo (ida) 3 de junio (vuelta) | Final 31 de mayo (ida) 3 de junio (vuelta) |
|  |                                                               |                                                               |                                                               |                                                               |                                                               |   |    |                                            |                                            |                                            |                                            |                                            |
|  | 1                                                             | L. D. Alajuelense                                             | 0                                                             | 2                                                             | 2                                                             |   |    |                                            |                                            |                                            |                                            |                                            |
|  | 4                                                             | Municipal Pococí                                              | 0                                                             | 0                                                             | 0                                                             |   |    |                                            |                                            |                                            |                                            |                                            |
|  |                                                               |                                                               |                                                               |                                                               |                                                               |   | F1 | L. D. Alajuelense                          | 1                                          | 4                                          | 5                                          |                                            |
|  |                                                               | F2                                                            | Sporting F. C.                                                | 4                                                             | 0                                                             | 4 |    |                                            |                                            |                                            |                                            |                                            |
|  | 2                                                             | Deportivo Saprissa                                            | 0                                                             | 1                                                             | 1                                                             |   |    |                                            |                                            |                                            |                                            |                                            |
|  | 3                                                             | Sporting F. C.                                                | 1                                                             | 1                                                             | 2                                                             |   |    |                                            |                                            |                                            |                                            |                                            |

### Semifinales

#### Deportivo Saprissa vs. Sporting F. C.
| 20 de mayo | Sporting F. C. | 1:0 (1:0) | Deportivo Saprissa | Estadio Ernesto Rohrmoser, Pavas |                               |
| 18:00      | Andújar 2'     | Reporte   |                    | Árbitro(s): Jefferson Jiménez    | Árbitro(s): Jefferson Jiménez |

| 26 de mayo | Deportivo Saprissa | 1:1 (1:1) (Global 1:2) | Sporting F. C. | Estadio Ricardo Saprissa, Tibás |                                |
| 20:00      | Campos 33'         | Reporte                | Granados 11'   | Árbitro(s): Cristopher Ramírez  | Árbitro(s): Cristopher Ramírez |

#### L. D. Alajuelense vs. Municipal Pococí
| 21 de mayo | Municipal Pococí | 0:0     | L. D. Alajuelense | Estadio Ebal Rodríguez, Pococí |                          |
| 14:00      |                  | Reporte |                   | Árbitro(s): José Montero       | Árbitro(s): José Montero |

| 26 de mayo | L. D. Alajuelense         | 2:0 (1:0) (Global 2:0) | Municipal Pococí | Estadio Alejandro Morera Soto, Alajuela |                          |
| 18:00      | Cruz 16' · Chinchilla 52' | Reporte                |                  | Árbitro(s): Róger Vindas                | Árbitro(s): Róger Vindas |

### Final

#### L. D. Alajuelense vs. Sporting F. C.
| 31 de mayo | Sporting F. C.                                      | 4:1 (1:0) | L. D. Alajuelense | Estadio Ernesto Rohrmoser, Pavas |                            |
| 19:00      | Riley 27' · Granados 56' · Jiménez 67' · Flores 90' | Reporte   | Miranda 80'       | Árbitro(s): Miguel Ramírez       | Árbitro(s): Miguel Ramírez |

| 3 de junio | L. D. Alajuelense                       | 4:0 (2:0) (Global 5:4) | Sporting F. C. | Estadio Alejandro Morera Soto, Alajuela |                               |
| 19:00      | Rangel 5' 20' · Pinell 50' · Mills 108' | Reporte                |                | Árbitro(s): Jefferson Jiménez           | Árbitro(s): Jefferson Jiménez |

### Plantilla del Campeón
- Noelia Bermúdez, María José Brenes, Gabriela Guillén, Shirley Cruz, Fabiola Villalobos, María Paula Coto, Mariela Campos, Alexandra Pinell, Natalia Mills, Carolina Miranda, Kenia Rangel, Gabriela Valverde, Fabiola Murillo, Valery Sandoval, Saray Benavides, Viviana Chinchilla, Kyoka Koshijima, Sofía Arguedas, Keylin Gómez, Alexa Herrera, Marilenis Oporta, Sheika Scott, Marian Solano, María Paula Arce, Sianyf Agüero
- DT: Wilmer López

|                           |
| Campeón L. D. Alajuelense |
| 6.to título               |

## Estadísticas

### Goleadoras
Se muestra un listado de las máximas goleadoras del Torneo Apertura.
| Jugadora                | Club               | Goles |
| ----------------------- | ------------------ | ----- |
| Lourdes Viana           | Sporting F. C.     | 9     |
| Natalia Mills           | L. D. Alajuelense  | 8     |
| Kenia Rangel            | L. D. Alajuelense  | 8     |
| Cristin Granados        | Sporting F. C.     | 8     |
| Yessenia Flores         | Deportivo Saprissa | 8     |
| Catalina Estrada        | Deportivo Saprissa | 7     |
| Mailyn Grajal           | Municipal Pococí   | 7     |
| Mariela Campos Alvarado | L. D. Alajuelense  | 7     |
| Sheika Scott            | L. D. Alajuelense  | 7     |

### Tripletes o más
| Fecha         | Jugadora         | Goles           | Local                   |  | Resultado |  | Visitante          | Jornada |
| ------------- | ---------------- | --------------- | ----------------------- |  | --------- |  | ------------------ | ------- |
| 25 de febrero | Catalina Estrada | 42' 53' 58' 82' | Cofutpa U San José      |  | 1 - 9     |  | Deportivo Saprissa | 4       |
| 19 de marzo   | Sheika Scott     | 31' 45' 71'     | Municipal Pérez Zeledón |  | 1 - 5     |  | L.D Alajuelense    | 7       |
| 1 de abril    | Mailyn Grajal    | 11' 40' 62'     | Cofutpa U San José      |  | 1 - 4     |  | Municipal Pococí   | 9       |
| 22 de abril   | Yessenia Flores  | 18' 29' 69'     | Deportivo Saprissa      |  | 8 - 0     |  | Cofutpa U San José | 11      |